# Benjamin F. Deming
Benjamin Franklin Deming (* 12. August 1790 in Danville, Vermont; † 11. Juli 1834 in Saratoga Springs, New York) war ein US-amerikanischer Politiker. Zwischen 1833 und 1834 vertrat er den fünften Wahlbezirk des Bundesstaates Vermont im US-Repräsentantenhaus.

## Werdegang
Über Benjamin Demings Jugend ist nicht viel bekannt. Er wurde 1790 geboren und erhielt eine akademische Ausbildung. Anschließend wurde er im Handel tätig. Zwischen 1827 und 1832 war er Mitglied im Beraterstab des Gouverneurs von Vermont. Bereits seit 1817 war er Verwaltungsangestellter (Clerk) im Caledonia County. Dieses Amt bekleidete er bis 1833. Von 1821 bis 1833 war er auch Richter an einem Nachlassgericht.
Politisch schloss er sich der kurzlebigen Anti-Masonic Party an. Bei den Kongresswahlen des Jahres 1832 wurde Deming als deren Kandidat im fünften Distrikt von Vermont in das US-Repräsentantenhaus in Washington, D.C. gewählt. Dort trat er am 4. März 1833 die Nachfolge von William Cahoon an, den er bei den Wahlen besiegt hatte. Deming konnte seine Legislaturperiode im Kongress, die bis zum 3. März 1835 gelaufen wäre, nicht beenden. Er starb am 11. Juli 1834 auf seiner Heimreise nach Vermont in Saratoga Springs (New York) und wurde dann in seiner Geburtsstadt Danville beigesetzt. Nach einer Nachwahl ging sein Mandat im Kongress an Henry Fisk Janes.